# Крунисање Николаја II и Александре Фјодоровне
Крунисање цара Николаја II Александровича и царице Александре Фјодоровне последње је крунисање једноц цара и његове супруге у Руској Империји. Оно се догодило у уторак 14. (26.) маја 1896. године у Успенској катедрали у Московском кремљу.

## Припреме за крунисање
1. (13.) јануара 1896. године објављен је Врховни манифест „О предстојећем светом крунисању њихових царских величанстава“ , према којем је церемонија крунисања требало да се одржи у мају. Одговорност за организацију церемоније додељена је Министарству Царског суда, на основу којег су организоване Комисија за крунисање и Кронарни уред.
Предложено је да све особе које учествују 9. маја у церемонијалном уласку царског пара у Москву 9. маја, дођу у Москву најкасније 5. маја. Свечани улазак требао је бити из палате Петровски на Петербуршкој магистрали и даље Тверском-Јамском и Тверском улицом.
За припрему прославe био је одговоран министар царског двора гроф Иларион Воронцов-Дашков. Врховни маршал био је гроф Константин Пален, а врховни церемонијал кнез Александар Долгоруков. Дужност гласника обављао је Јевгениј Прибилски, службеник Сената. Јединица за крунисање формирана је од 82 батаљона, 36 ескадрила, 9 чета и 28 батерија, под командом великог војводе Владимира Александровича. Под његовом командом био је и посебан штаб са правима Генералштаба на челу са генерал-потпуковником Николајом Бобриковим. Владимир Александрович је стигао у Москву и преузео команду 3. маја 1896. године.
У априлу 1896. године из Санкт Петербурга у Москву довезено је преко 8.000 пуда прибора за јело, а од тога златних и сребрних сетови било је 1.500 пуда. Кремљ је средио 150 специјалних телеграфских жица за повезивање свих амбасада.
Дана 6. маја, на рођендан Николаја II, цар и царица стигли су на железничку станицу Смоленски у Москви. Дочекали су их чланови царске породице, великодостојници, царски званичници и пуно људи. Генерални гувернер Москве велики војвода Сергеј Александрович, ујак цара и супруг царичине сестре Елизабете Фјоодоровне дочекао је цара и царицу. Од станице царски пар је затвореним кочијом наставио до палате Петровски. Припрема крунисања, знатно је премашила претходна.
Марија Фјодоровна, мајка Николаја II, стигла је 8. маја на железничку станицу Смоленски где ју је дочекао велики број људи. Исте вечери, испред палате Петровски, царском пару је одржана серенада у извођењу 1.200 људи, међу којима су били хор Царске руске опере, студенти конзерваторијума и чланови руског хорског друштва.
Свечани улазак у град догодио се 9. маја. Прво је дошла полицијска пратња с водом жандара, затим царски конвој, низ кочија са угледним људима, коњски стражари, царски лични конвој, козачки гардијски пук, пук Његовог Величанства и тако даље.
На дан крунисања литургија и захвалне молитве служене су у свим црквама у Санкт Петербургу. Престоничке цркве нису могле да приме све ходочаснике, због чега су се молебани служили и на трговима у близини одређеног броја катедрала и неких цркава.

## Свето крунисање
Служба је започела у 10 сати ујутро на посебној подигнутој платформи постављеној усред катедрале. Непосредно пре почетка крунисања цар је седео на престолу цара Михаила Фјодоровича, царица Марија Феодоровна на престолу цара Алексија Михајловича Тихог, а царица Александра Фјеодоровна на престолу великог кнеза Јована III..
Церемонијом је председавао митрополит Паладијум из Санкт Петербурга, најистакнутији члан светог правитељствујушчег синода, митрополит Паладиј. На крају литургије цар и царица су помазани, а затим су се причестили светим тајнама у олтару. У служби литургије, између осталих, учествовао је и Јован Кронштатски.

## Свечаности после крунисања
После церемоније, истог дана, служен је краљевски оброк у палати, коме су присуствовали позвани руски поданици и страни представници. Следећег дана, 15. маја (САД), у 10.30 часова, одржан је пријем за амбасадоре. Од 11.30 до 15 часова, цар и царица су прихватили поздраве из депутација, из целе Русије.
Ујутро 16. маја, у Кремаљској палати одржан је први бал, који је био први од низа прослава и балова.

## Ходинска трагедија
Рано ујутро 18. маја 1896. године, на дан „националног празника“ дошло је до трагедије на јавној гозби на пољу Ходинка у част крунисања. Према званичним подацима дошло је до стампеда у коме је 1.389 људи страдало а 1.300 је остало са тешким повредама. Према незваничним подацима страдало је 4.000 људи.
Ходинска сматрана је мрачним предзнаком владавине Николаја II, а крајем двадесетог века неки су је наводили као један од аргумената против његове канонизацијe.

## Галерија
- Николај II у крунском плашту
- Александра Фјодоровна у крунском плашту
- Портрет Николаја II
- Портрет Александре Фјодоровне